# 安东尼奥·乌略亚
安东尼奥·德·乌略亚·德·拉·托雷-吉勞特（西班牙語：Antonio de Ulloa y de la Torre-Girault，1716年1月12日—1795年7月3日），是一位西班牙将军、探险家、作家、天文学家、殖民地官员，也是路易斯安那第一位西班牙總督。他还因发现铂元素而闻名。
安东尼奥·乌略亚生于西班牙塞维利亚，父亲是经济学家。他于1733年加入海军，1735年随法国科学院考察团赴赤道附近的厄瓜多尔测定子午线弧，在那里生活到1744年，并发现了铂元素。